# David Martínez (football)
David Martínez, né le 10 août 1983 au Nicaragua, est un joueur de football international nicaraguayen, qui évoluait au poste de milieu de terrain.

## Biographie

### Carrière en club
David Martínez réalise l'intégralité de sa carrière avec le club du Real Estelí. Il remporte avec cette équipe de multiples titres de champion du Nicaragua.
Il participe à la Ligue des champions de la CONCACAF et à la Copa Interclubes UNCAF avec cette équipe.

### Carrière en sélection
David Martínez reçoit huit sélections en équipe du Nicaragua, sans inscrire de but, entre 2004 et 2009.
Il participe avec l'équipe du Nicaragua à la Gold Cup 2009 organisée aux États-Unis.

## Palmarès
Real Estelí
- Championnat du Nicaragua (9) :
  - Champion : 2002-03, 2003-04, 2006-07, 2007-08, 2008-09, 2009-10, 2010-11, 2011-12, 2012-13.